# Arianna Follis
Arianna Fernanda Follis (* 11. November 1977 in Ivrea) ist eine ehemalige italienische Skilangläuferin und Skibergsteigerin. Ihr größter Erfolg ist der Gewinn des Weltmeistertitels im Sprint 2009 sowie Staffelbronze bei den Olympischen Winterspielen 2006 in Turin.

## Werdegang

### Skilanglauf
Follis gab ihr internationales Debüt im Februar 1995 im Rahmen des Skilanglauf-Continental-Cups in Brusson. Am 13. Dezember des gleichen Jahres kam sie an gleicher Stelle zu ihrem ersten Start im Skilanglauf-Weltcup, lief aber als 54. noch weit hinter der Weltspitze ins Ziel. Am 2. Februar 1997 gelang ihr als Dritte in Walchsee erstmals der Lauf auf einen Podiumsplatz im Continental Cup. Wenige Tage später startete Follis bei den Juniorenweltmeisterschaften im kanadischen Canmore. Nach einem schwachen 25. Platz über die 5 km im klassischen Stil, lief sie im 15-km-Freistil-Rennen als Achte ins Ziel. Mit der Staffel holte sie dort die Goldmedaille. Im Dezember 1997 verpasste sie beim Weltcup im Val di Fiemme auf den Loipen im Lago di Tesero mit Platzierungen jenseits der besten 70 erneut den Sprung in die Weltspitze. Daraufhin verblieb Follis weiterhin im Kader für den Continental Cup und kam in der Folge nur selten zu Weltcup-Einsätzen.
Im Februar 2000 gelang Follis als 21. beim Transjurassienne erstmals der Lauf in die Weltcup-Punkte. Auch zum Auftakt der Saison 2000/01 in Santa Caterina Valfurva im März gelang ihr dies. Beim Sprint in Nové Město na Moravě erreichte sie als Siebente ihr bis dahin bestes Weltcup-Resultat. Bei den folgenden Nordischen Skiweltmeisterschaften 2001 im finnischen Lahti lief Follis auf Rang 28 in der 10-km-Verfolgung. Im Sprint belegte sie am Ende Rang 13. Am 16. Dezember 2001 gelang Follis gemeinsam mit Cristina Paluselli, Gabriella Paruzzi und Stefania Belmondo im Staffelrennen erstmals der Sprung aufs Podium. Diesen Staffelerfolg wiederholte sie im November des Folgejahres im schwedischen Kiruna. Im Februar 2003 erreichte sie im Teamsprint mit Karin Moroder ebenfalls Rang drei. Knapp eine Woche später startete sie bei den Weltmeisterschaften im Val di Fiemme. Dabei verpasste sie in beiden Einzeldisziplinen die Top 20 und kam auch mit der Staffel nicht über Rang sieben hinaus.
Mit der Weltcup-Saison 2003/04 konnte Follis weiter ihre Leistungen steigern. Am 18. Januar 2004 verpasste sie in Nové Město na Moravě als Vierte nur knapp ihr erstes Einzelpodium im Weltcup. Auch im Teamsprint von Oberstdorf verpasste sie mit Sabina Valbusa knapp die Top drei. Im Oktober ging sie in Düsseldorf erstmals mit Gabriella Paruzzi im Teamsprint an den Start und lief auf Platz drei. Im Schweizer Bern wiederholte das Duo den Erfolg. Bei den Nordischen Skiweltmeisterschaften 2005 in Oberstdorf lief Follis auf den 18. Platz im Einzel über 10 km Freistil. Im Staffelrennen gewann sie gemeinsam mit Antonella Confortola sowie Paruzzi und Valbusa die Bronzemedaille hinter den Staffeln aus Norwegen und Russland aber noch vor den Titelverteidigerinnen aus Deutschland.
Nachdem Follis Anfang 2006 die Qualifikation für die Olympischen Winterspiele 2006 in Turin erreicht hatte, gehörte sie nach der Staffelmedaille 2005 auch mit ihren Mannschaftskolleginnen erneut zu den Medaillenfavoriten. Dies bestätigte die Mannschaft und sicherte sich die Bronzemedaille. Im Sprint und im Teamsprint stand am Ende Rang sieben, über 30 km wurde sie Zwölfte und im Skiathlon lief sie auf Rang 36. Beim ersten Weltcup nach den Spielen in Borlänge feierte Follis im Sprint ihren ersten Weltcupsieg. Im chinesischen Changchun gewann sie die Qualifikation, kam aber im Rennen am Ende nicht über Rang neun hinaus. In die Weltcup-Saison 2006/07 startete Follis gut und stand beim zweiten Weltcup in La Clusaz als Dritte erneut auf dem Podium. Beim Sprint von München wurde sie Zweite und erreichte dabei zum ersten Mal das Podest bei einer Etappe der Tour de Ski. Nachdem sie in Asiago als Dritte erneut das Podium erreicht hatte, beendete sie wenig später die Tour de Ski 2006/07 als 16. der Gesamtwertung. Zwei Wochen später gewann sie mit dem Sprint in Rybinsk ihren zweiten Weltcup.
Bei den Weltmeisterschaften 2007 im japanischen Sapporo gewann Follis Bronze über 10 km Freistil. Bei der Tour de Ski 2007/08 gewann sie in Prag erstmals eine Etappe. Nachdem sie in allen weiteren Etappen außer einer die Top 10 erreicht hatte, beendete sie die Tour als Dritte der Gesamtwertung. Am 27. Juni 2008 startete Follis erstmals im Rollerski-Weltcup und gewann das 5-km-Rennen von Piglio. Es blieb aber vorerst ihr einziger internationaler Start im Sommer. Im Januar 2009 gewann sie gemeinsam mit Magda Genuin die olympische Generalprobe im Teamsprint in Whistler. In Rybinsk erreichte sie zwei zweite Plätze. Bei den Weltmeisterschaften 2009 im tschechischen Liberec sicherte sich Follis den Titel im Sprint. Im Teamsprint startete sie erstmals mit Marianna Longa und gewann Bronze. Nachdem sie mit der Staffel nur Fünfte wurde, beendete sie die Weltmeisterschaften mit einem achten Platz über die 30 km.
Bei den Olympischen Winterspielen 2010 in Vancouver erreichte die mittlerweile 32-jährige Follis noch einmal zwei vierte Plätze im Teamsprint und mit der Staffel. Im 10-km-Einzelrennen wurde sie Elfte, im Skiathlon lief sie auf Rang neun. Im November 2010 wurde sie Neunte in der Gesamtwertung des Nordic Openings in Kuusamo. Wenig später gewann Follis den Sprint von Düsseldorf, bevor sie gemeinsam mit Magda Genuin auch im Teamsprint triumphierte. Die Tour de Ski 2010/11 beendete sie als Vierte, nachdem sie zwei zweite Plätze bei den Etappen in Toblach erreicht hatte. Im Februar gewann sie gemeinsam mit Magda Genuin, Marianna Longa und Silvia Rupil ihren ersten Staffel-Weltcup. Zwei Wochen später startete sie bei den Nordischen Skiweltmeisterschaften in Oslo und gewann dort die Silbermedaille im Sprint.
Ihre letzte Weltcup-Saison 2010/11 beendete Follis als beste Saison ihrer Karriere auf Rang drei der Gesamtwertung. Auch im Sprintweltcup sicherte sie sich Rang drei, zum zweiten Mal nach 2009. Zuvor hatte sie in ihrem letzten Weltcup-Start in Falun noch einmal eine Etappe gewinnen können und sicherte sich im Skilanglauf-Weltcup-Finale 2011 nur 2,9 Sekunden hinter Therese Johaug den vierten Platz.
Nach dem Ende ihrer aktiven Karriere zog sich Follis komplett aus dem Sport zurück und eröffnete gemeinsam mit ihrem Ehemann eine Pizzeria unter dem Namen Oro Argento Bronzo (deutsch Gold Silber Bronze) in Gressoney-Saint-Jean.

### Skibergsteigen
Im Skibergsteigen erreichte sie 2003 bei der Trofeo Mezzalama mit Chiara Raso und Cristina Favre-Moretti den ersten Platz.

## Erfolge

### Siege bei Weltcuprennen

#### Weltcupsiege im Einzel
| Nr. | Datum           | Ort        | Disziplin       |
| --- | --------------- | ---------- | --------------- |
| 1.  | 7. März 2006    | Borlänge   | Sprint Freistil |
| 2.  | 21. Januar 2007 | Rybinsk    | Sprint Freistil |
| 3.  | 4. Oktober 2010 | Düsseldorf | Sprint Freistil |

##### Etappensiege bei Weltcuprennen
| Nr. | Datum             | Ort                  | Disziplin                    | Rennen              |
| --- | ----------------- | -------------------- | ---------------------------- | ------------------- |
| 1.  | 30. Dezember 2007 | Prag                 | Sprint Freistil              | Tour de Ski 2007/08 |
| 2.  | 29. Dezember 2008 | Prag                 | Sprint Freistil              | Tour de Ski 2008/09 |
| 3.  | 1. Januar 2009    | Nové Město na Moravě | Sprint Freistil              | Tour de Ski 2008/09 |
| 4.  | 6. Januar 2010    | Toblach              | 16 km Freistil Handicapstart | Tour de Ski 2009/10 |
| 5.  | 20. März 2011     | Falun                | 10 km Freistil Handicapstart | Weltcup-Finale 2011 |

#### Weltcupsiege im Team
| Nr. | Datum            | Ort        | Disziplin             |
| --- | ---------------- | ---------- | --------------------- |
| 1.  | 18. Januar 2009  | Vancouver  | Teamsprint Freistil 1 |
| 2.  | 6. Dezember 2009 | Düsseldorf | Teamsprint Freistil 1 |
| 3.  | 5. Oktober 2010  | Düsseldorf | Teamsprint Freistil 1 |
| 4.  | 6. Februar 2011  | Rybinsk    | 4 × 5 km Staffel 2    |

### Siege bei Continental-Cup-Rennen
| Nr. | Datum          | Ort    | Disziplin           | Serie    |
| --- | -------------- | ------ | ------------------- | -------- |
| 1.  | 9. Januar 2005 | Tarvis | 10 km Freistil Mst. | Alpencup |

### Rollerski-Weltcupsiege im Einzel
| Nr. | Datum         | Ort    | Disziplin      |
| --- | ------------- | ------ | -------------- |
| 1.  | 27. Juni 2008 | Piglio | 5 km klassisch |

### Platzierungen bei Nationalen Meisterschaften
| Italienische Meisterschaften | Italienische Meisterschaften | Italienische Meisterschaften | Italienische Meisterschaften |
| ---------------------------- | ---------------------------- | ---------------------------- | ---------------------------- |
| Silber                       | 2001                         | Sprint                       |                              |
| Bronze                       | 2003                         | 10 km Verfolgung             |                              |
| Silber                       | 2004                         | Sprint                       |                              |
| Bronze                       | 2005                         | 2 × 7,5 km Doppelverfolgung  |                              |
| Bronze                       | 2006                         | Sprint                       |                              |
| Bronze                       | 2007                         | 2 × 7,5 km Doppelverfolgung  |                              |
| Gold                         | 2008                         | 30 km klassisch              |                              |
| Gold                         | 2009                         | 30 km klassisch              |                              |
| Gold                         | 2010                         | 30 km klassisch              |                              |
| Gold                         | 2010                         | 2 × 7,5 km Doppelverfolgung  |                              |
| Silber                       | 2011                         | 10 km klassisch              |                              |